# Shirley (film, 2020)
Pour les articles homonymes, voir Shirley.
Pour plus de détails, voir Fiche technique et Distribution.
Shirley est un film américain réalisé par Josephine Decker, sorti en 2020, inspiré de la vie de l'écrivaine Shirley Jackson.

## Synopsis
Le film prend comme personnage principal l'écrivaine américaine Shirley Jackson, spécialiste du fantastique et de l'horreur. Le récit commence après la publication de La Loterie, probablement la nouvelle la plus célèbre de Shirley Jackson, et pendant l'écriture de Hangsaman, publié en 1951,.
Fred et Rose Nemser s'installent à Bennington, une petite ville du Vermont. Fred y occupe un poste de lecteur au Bennington College, une université féminine. Le couple est accueilli par l'universitaire et critique littéraire Stanley Hyman, époux de l'écrivaine Shirley Jackson. Stanley propose au jeune couple d'emménager chez eux : Rose, enceinte sans en avoir parlé à Fred, pourra aider Shirley, souffrant d'agoraphobie.
Admirative de l'œuvre de l'écrivaine, Rose découvre petit à petit le couple chaotique formé par Shirley et Stanley, tout en étant confronté au mépris de l'autrice, qui écrit un nouveau roman sur une jeune femme disparue,,.

## Fiche technique
- Titre original : Shirley
- Réalisation : Josephine Decker
- Scénario :  Sarah Gubbins, d'après le roman Shirley: A Novel de Susan Scarf Merrell (en) publié chez Blue Rider Press en 2014  (ISBN 9780399166457)
- Musique : Tamar-kali (en)
- Photographie : Sturla Brandth Grøvlen
- Montage : David Barker
- Décors : Alexander Linde, Roland Trafton
- Costumes : Amela Baksic
- Direction artistique : Kirby Feagan
- Production : Sarah Gubbins, David Hinojosa, Simon Horsman, Elisabeth Moss, Sue Naegle, Jeffrey Soros, Christine Vachon

Producteurs délégués : Allison Rose Carter, Cherilyn Hawrysh, Martin Scorsese, Alisa Tager
- Sociétés de production : Killer Films
Los Angeles Media Fund (en)
- Distribution : Neon
- Genre : Biopic, drame historique et thriller
- Durée : 107 minutes
- Pays d'origine :  États-Unis
- Langue originale : anglais
- Budget :
- Format : 1,85:1
- Dates de sortie[6] :
  - États-Unis : 25 janvier 2020 (Festival du film de Sundance 2020) ; 5 juin 2020 (internet)
  - Allemagne : 24 février 2020 (Festival du film de Berlin 2020)
  - Belgique : 2 septembre 2020
  - Suisse : 26 septembre 2020 (Festival du film de Zurich)

## Distribution

Acteurs principaux
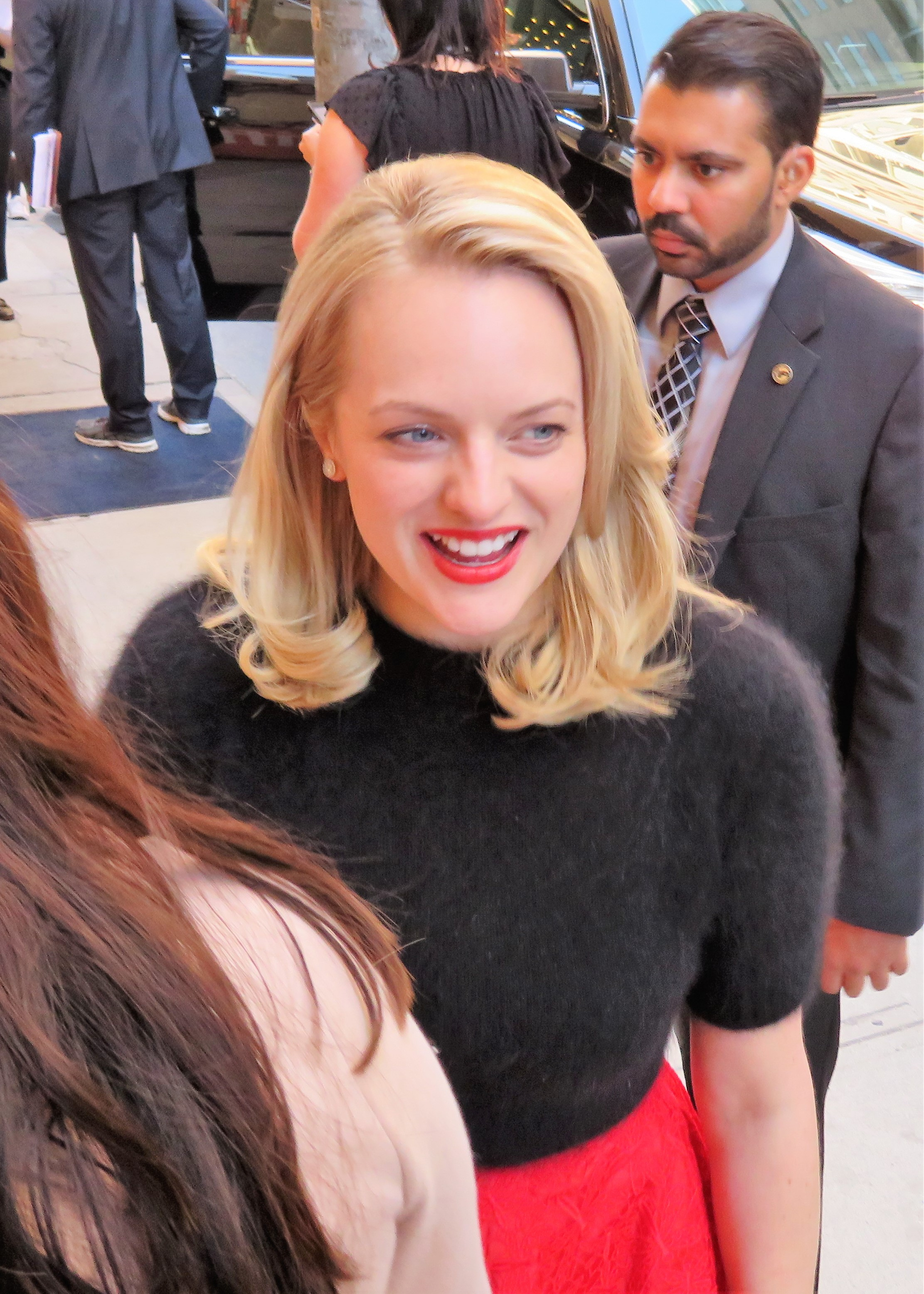
Elisabeth Moss
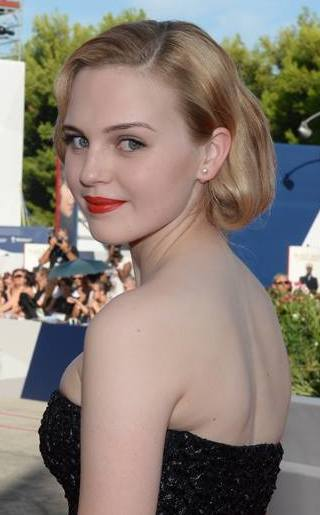
Odessa Young
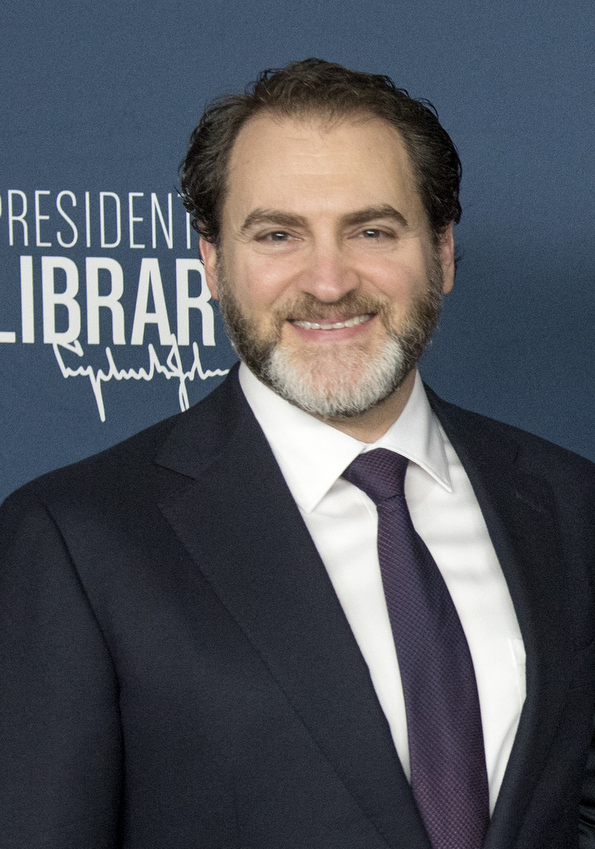
Michael Stuhlbarg
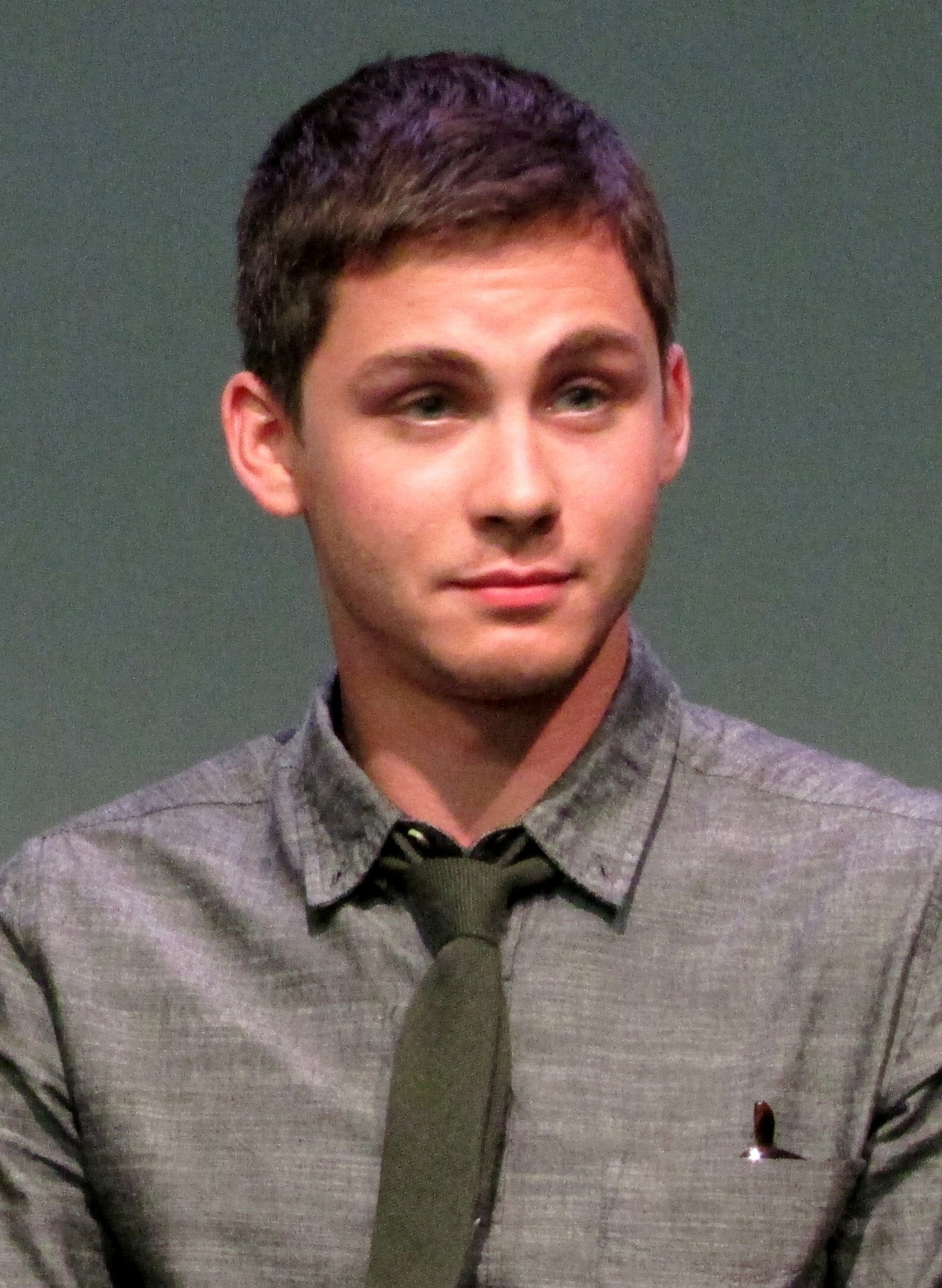
Logan Lerman

- Elisabeth Moss : Shirley Jackson
- Odessa Young : Rose Nemser/Paula
- Michael Stuhlbarg : Stanley Edgar Hyman
- Logan Lerman : Fred Nemser
- Victoria Pedretti : Katherine
- Robert Wuhl : Randy Fisher
- Paul O'Brien : Dean
- Orlagh Cassidy : Caroline
- Bisserat Tseggai : Peggy
- Allen McCullough : Norman
- Tony Manna : homme ivre
- Molly Fahey : femme de l'université
- Edward O'Blenis : Ralph Ellison
- Ryan Spahn : mufle ivre
- Vincent McCauley : doctorant
- Emily Decker : étudiante prude
- Kecia Lewis : nourrice
- Alexandria Sherman : Paula

## À propos du film
Shirley représente un changement dans la carrière de Josephine Decker : c'est son premier film avec des acteurs et actrices célèbres, le premier produit par un studio, le premier dont elle n'a pas écrit le scénario. Le script est écrit par Sarah Gubbins, qui s'est appuyée sur un roman biographique de Susan Scarf Merrell (en) paru en 2014,.
Plutôt qu'une biographie de Shirley Jackson, Decker cherche à faire un film de fiction qui ressemble à une nouvelle de l'écrivaine. Les nouvelles et romans de Jackson ont d'ailleurs été sa principale source d'inspiration. Ainsi, le personnage de Shirley Jackson, interprété par Elisabeth Moss, est « objet de pitié, de terreur, de fascination et d'admiration plutôt que de simple sympathie », comme c'est généralement le cas dans les biopics.
Les relations entre les personnages peuvent également évoquer Qui a peur de Virginia Woolf ?, réalisé par Mike Nichols en 1966.

## Commentaire

### Faits historiques
Josephine Decker explique n'avoir pas voulu faire un film biographique. De nombreux éléments sont ainsi fictifs : le personnage de Rose est inventé pour le récit ; à l'époque du film l'écrivaine et son mari avaient trois enfants, ce que le film laisse de côté,, elle avait plusieurs chats… Shirley Jackson a d'ailleurs publié plusieurs textes très lus dans des magazines, regroupés dans Life Among the Savages (en) (1953), racontant avec humour ses mésaventures en tant que parent,.
Le film suggère que le roman de Shirley Jackson Hangsaman s'inspire librement de la disparition de Paula Jean Welden, étudiante au Bennington College où enseigne Stanley Hyman. Shirley s'inspire largement de Rose pour écrire son personnage principal Paula.

### La relation entre Shirley et Rose
Comme dans son précédent film Madeline's Madeline, Josephine Decker travaille sur le lien entre trouble mental et créativité : Shirley Jackson est à la fois présentée comme un génie littéraire et comme une femme instable dont l'excentricité a quelque chose de pathologique,.
Dans son œuvre, Shirley Jackson aime opposer deux personnages féminins, par exemple en ayant d'un côté une femme qui se conforme aux normes, qui est une bonne mère et une bonne cuisinière, et de l'autre une femme misanthrope avec beaucoup d'humour. Souvent, les deux femmes sont sœurs, ou meilleures amies. La biographe de Jackson, Ruth Franklin (en), lui associe ces deux aspects : c'est une mère attentionnée, ce qui ne l'empêche pas d'exprimer une part plus sombre dans son œuvre. Dans le film, on retrouve cette dynamique entre Rose et Shirley, décrite à la fois comme une femme libre et indépendante, et comme une épouse piégée et désespérée,.
Shirley et Rose développent une relation proche de celle de l'artiste et de sa muse, lien déjà exploré par Josephine Decker dans son précédent film, Madeline's Madeline. Dans Shirley, la relation évolue jusqu'à devenir une collaboration, pour ensuite se compliquer et intégrer un élément d'érotisme. Mais malgré tout, Shirley exerce une emprise sur Rose, qui subit les crises de colère de l'écrivaine. Shirley devine avant tout le monde que Rose est enceinte, et lorsqu'elle dit être une sorcière, on se demande s'il s'agit vraiment d'une image.
Pourtant, au contact de l'écrivaine, Rose s'affirme, apprend à prendre sa place et à exprimer sa colère,. Rose lutte pour conserver sa place auprès de Shirley, offrant une relation plus complexe que celle décrite par exemple dans Portrait de la jeune fille en feu de Céline Sciamma.

### Le couple formé par Shirley et Stanley
Stanley Hyman, mari de Shirley, est également son coach et son éditeur ; il organise son couple autour de l'écriture de Shirley. C'est quelqu'un de manipulateur, qui se sert de Fred Nemsers pour ses intérêts personnels, et qui pousse Rose à abandonner ses études pour s'occuper du travail domestique chez lui. Le film sous-entend que Stanley et Shirley forment un couple libre, principalement pour autoriser les écarts de Stanley.
Au fur et à mesure que Rose prend de l'importance auprès de l'écrivaine, celle-ci refuse à son mari son rôle de relecteur, ce qui amplifie les crises que traverse le mariage.

### Cinématographie
Josephine Decker se sert de sa caméra pour écrire l'histoire : l'image bouge sans cesse, créant un temps fluide évoquant « le courant océanique de la passion sur la surface duquel se déroule l'action ». Le style de Decker évoque des états mentaux ou le rêve, à l'aide d'images d'hallucinations, d'un montage elliptique qui juxtapose les scènes et d'une bande-son qui évoque le collage,.
Ainsi, à un moment, le scénario indique que Rose plante un geranium dans le jardin de Shirley. Pendant le tournage de la scène, Decker indique à son actrice Odessa Young que son personnage « se désintègre », et elle lui suggère de se rouler dans la boue : si cette scène, aux frontières du narratif, n'est pas réaliste, elle dit beaucoup du personnage. Ce fonctionnement est représentatif du processus de Decker.
La violence des émotions, et le danger qu'implique la vie d'artiste poussent Decker à réutiliser le langage des films d'horreur ; on y trouve également une dimension mythique.
Pour autant, son style n'efface pas le travail des acteurs et des actrices, et au contraire, en souligne les détails. La performance d'Elisabeth Moss est particulièrement remarquable.

## Accueil
Le film reçoit reçu un accueil favorable de la critique. Il obtient un score moyen de 76% sur Metacritic, et de 87% sur Rotten Tomatoes, malgré un score de 54% pour le public.
Richard Brody, critique du New Yorker, revue dans laquelle Shirley Jackson a publié La Loterie, est enthousiaste : « Shirley […] est l'expérience d'une réussie d'une réalisatrice audacieuse au sein du cinéma commercial. […] S'il n'atteint pas l'originalité des autres films de Decker, il élargit le champ du cinéma commercial avec de nouvelles tonalités, ambiances et styles que peu d'autres réalisateurs ont exploré. […] Comme il sied à un film sur une grande écrivaine et une grande critique, le scénario de Gubbins est très littéraire et aphoristique : c'est un des rares films sur des écrivains dont les dialogues soient littérairement imaginatifs et convaincants ». Dans le même New Yorker, Anthony Lane a moins apprécié le film, regrettant notamment l'absence de l'humour de Shirley Jackson.
Pour A.O. Scott, du The New York Times, Shirley et Rose « sont toutes les deux victimes d'un monde hypocrite, répressif et dominé par les hommes, bien que les hommes dans leurs vies soient faibles et médiocres. Ce fait, et la tension érotique entre les femmes, sont les aspects les plus puissants et les plus convaincants de Shirley. Moss, effrontée, pleine d'esprit et semblant se pousser à la limite du contrôle, est une présence galvanisante, d'une sauvagerie convaincante ».

## Récompenses
- Prix spécial du jury pour Josephine Decker lors du Festival du film de Sundance 2020[11]
- Meilleur film indépendant au Hollywood Critics Association Midseason Awards en 2020[12]